# Euplectrus thanhi
Euplectrus thanhi är en stekelart som beskrevs av Efremova 1994. Euplectrus thanhi ingår i släktet Euplectrus och familjen finglanssteklar. Inga underarter finns listade i Catalogue of Life.